# Tauletes de Mari

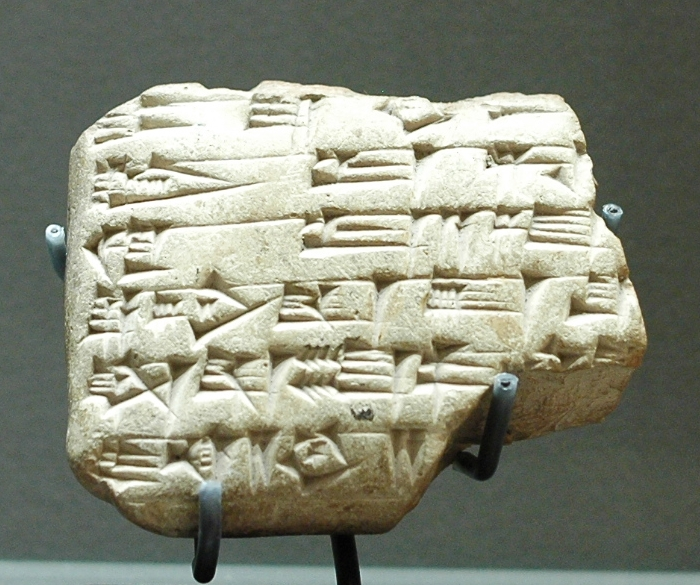
Tauleta de Zimri-Lim al Museu del Louvre

Les tauletes de Mari són un gran grup de tauletes descobertes a Mari per arqueòlegs francesos dirigits per André Parrot en les excavacions a la zona, iniciades el 1933. Es tracta de més de 25.000 tauletes escrites en accadi que corresponen als arxius de Mari i donen informació sobre el Regne de Mari, els seus costums, les relacions comercials, i dos noms de persones que van viure en el període al qual corresponen. Més d'un terç en són cartes i la resta són principalment documents administratius, incloent-hi informes econòmics i textos jurídics. Estan escrites en llengua accadiana oficial, però els noms propis i formes indirectes en sintaxi mostren que la llengua pròpia era el semític nord-occidental.